# Siming Hu Shuiku
Siming Hu Shuiku (kinesiska: 四明湖水库) är en reservoar i Kina. Den ligger i provinsen Zhejiang, i den östra delen av landet, omkring 93 kilometer öster om provinshuvudstaden Hangzhou. Siming Hu Shuiku ligger 16 meter över havet. Arean är 9,7 kvadratkilometer. I omgivningarna runt Siming Hu Shuiku växer i huvudsak blandskog. Den sträcker sig 4,3 kilometer i nord-sydlig riktning, och 4,1 kilometer i öst-västlig riktning.
Genomsnittlig årsnederbörd är 1 996 millimeter. Den regnigaste månaden är juni, med i genomsnitt 338 mm nederbörd, och den torraste är januari, med 70 mm nederbörd.